# デジタルミラー

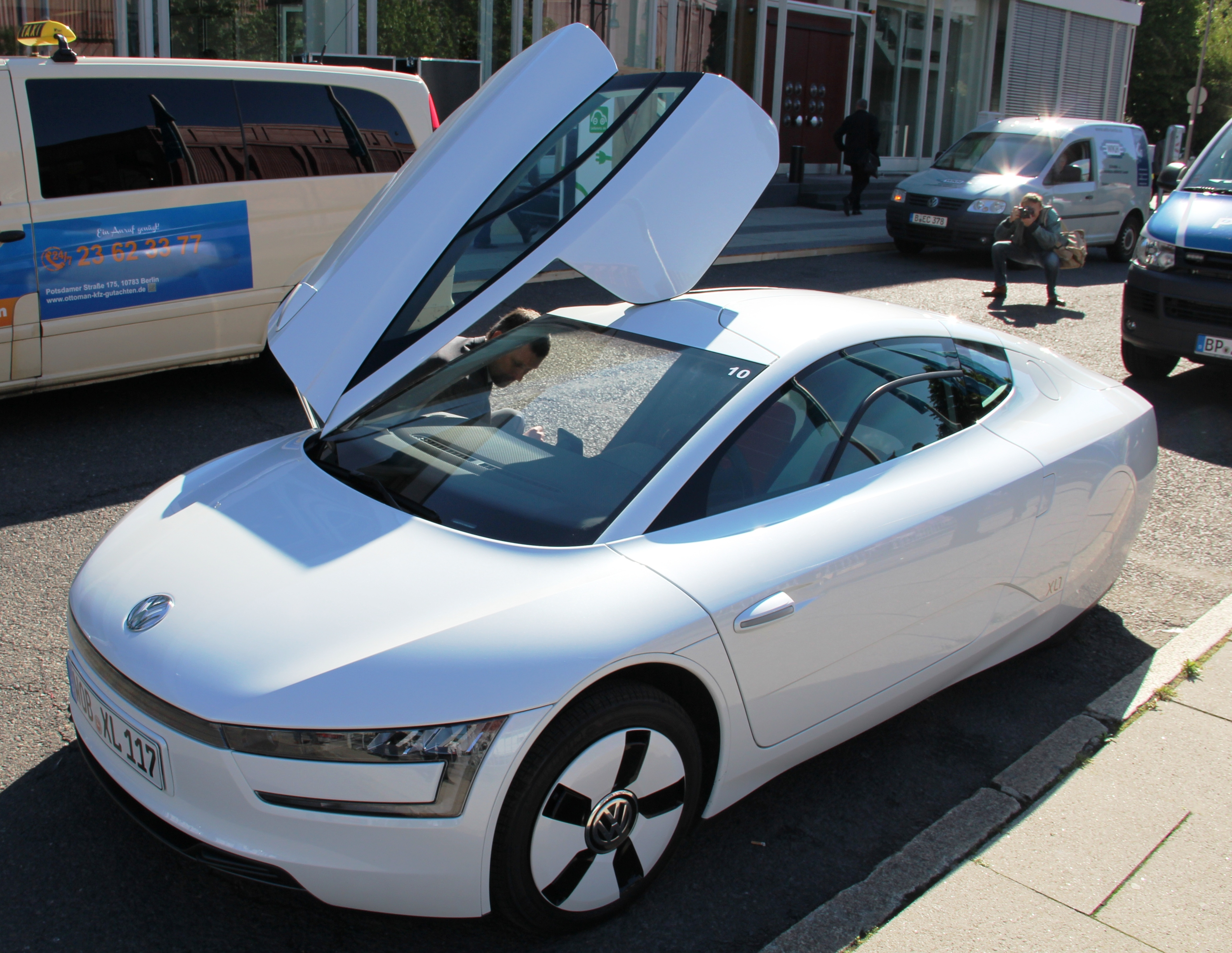
ミラーレス車
Volkswagen XL 1

デジタルミラー（電子ミラー）とは、デジタルカメラの分類のひとつで、カメラと液晶ディスプレイ（モニター）で鏡（鏡像）のように像をデジタルデータとして映像化するシステム。
自動車分野では、室内室外ごとに
- 室内後写鏡（インナーリアビューミラー）
  - カメラモニタリングシステム（CMS）・ スマート・ルームミラー
- 外部後写鏡（アウターリアビューミラー、電子サイドミラー）
  - デジタルアウターミラー[1][2][3]

とも呼ばれ、モニターで映像や情報を映し出す。ミラーレス車とも呼ばれる。
リハビリ分野では、デジタルミラーで運動や動作の撮影、測定する機器がある。

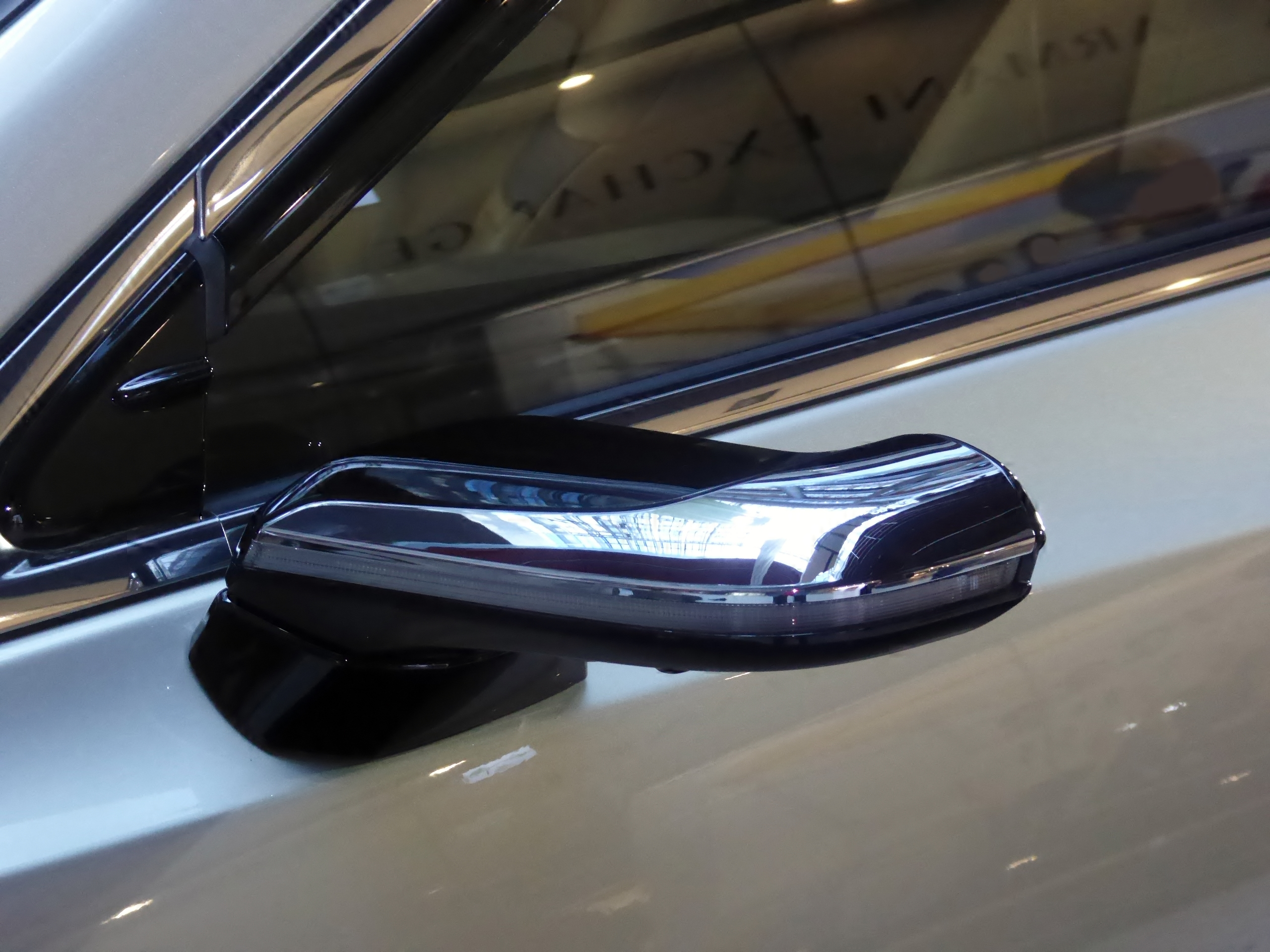
デジタルアウターミラー（前方）
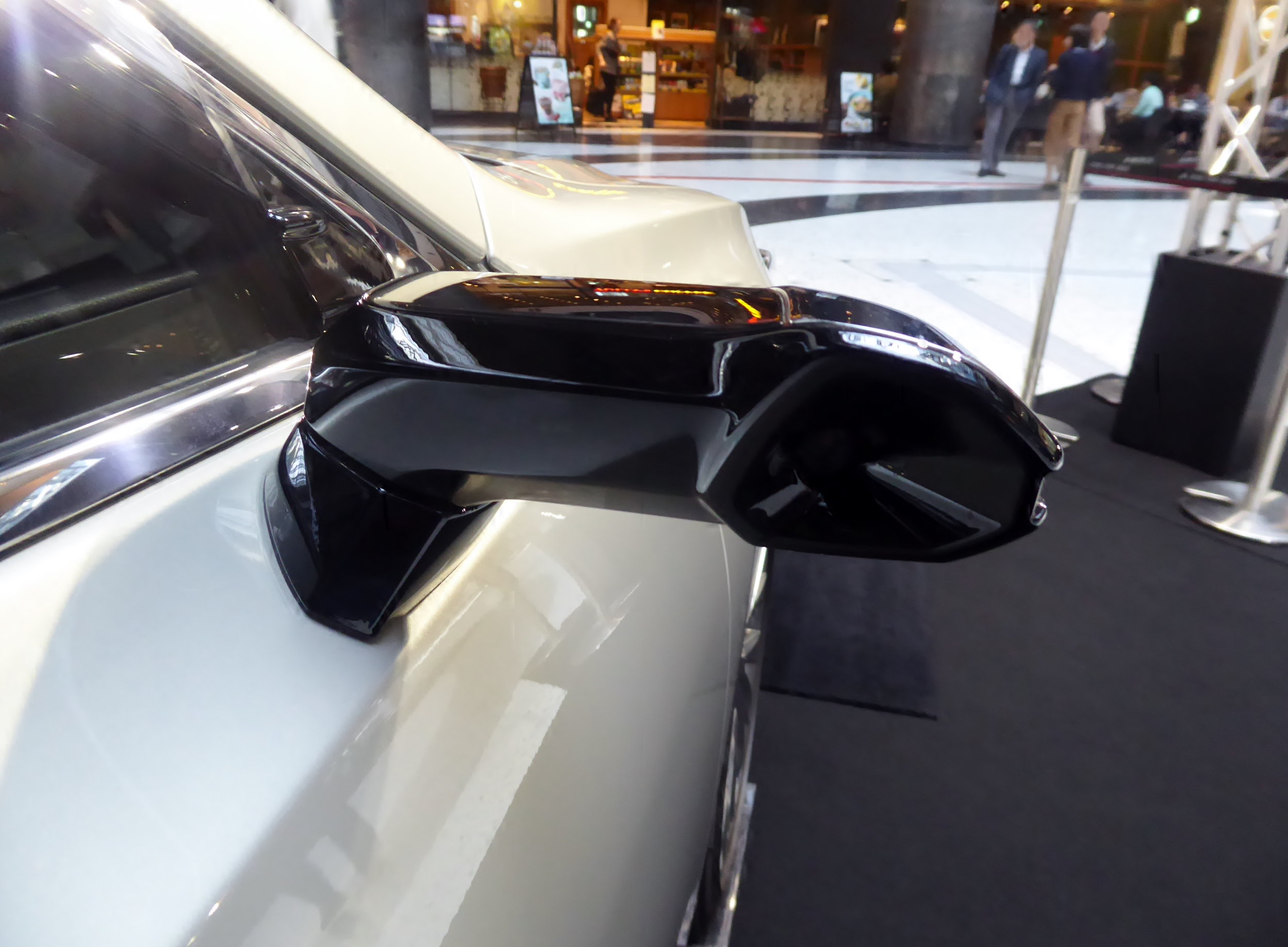
デジタルアウターミラー（カメラ側）